# Kasumi Iwa
Kasumi Iwa är en kulle i Antarktis. Den ligger i Östantarktis. Norge gör anspråk på området. Toppen på Kasumi Iwa är 50 meter över havet.
Terrängen runt Kasumi Iwa är huvudsakligen kuperad, men åt nordost är den platt. Havet är nära Kasumi Iwa åt nordväst. Trakten är obefolkad. Det finns inga samhällen i närheten.